# 太田良子
太田 良子（おおた りょうこ、1939年(昭和14年)2月27日 - ）は、日本の英米文学者、翻訳家、東洋英和女学院大学名誉教授。

## 来歴
東京生まれ。東京女子大学文学部英米文学科卒。1971 - 1975年ロンドン在住。1979年東京女子大学大学院修士課程修了。修士論文はヘンリー・ジェイムズ。1981年、東洋英和女学院短期大学英文科助教授。1994 - 1995年ケンブリッジ大学訪問研究員。1998年東洋英和女学院大学国際社会学部教授、2009年定年退任、名誉教授。エリザベス・ボウエンの作品を多く翻訳している。

## 著作
- 『私が出会った一冊の本』（原島正共編、新曜社） 2008

## 翻訳
- 『余計者の女たち ギッシング選集』（ジョージ・ギッシング、秀文インターナショナル） 1988
- 『渦』（ジョージ・ギッシング、国書刊行会、ヒロインの時代） 1989
- 『ワイズ・チルドレン』（アンジェラ・カーター、早川書房、夢の文学館） 1995／ハヤカワ文庫 2001
- 『黒服』（ジョン・ハーヴェイ、研究社出版） 1997
- 『コレリ大尉のマンドリン』（ルイ・ド・ベルニエール、東京創元社、海外文学セレクション） 2001
- 『エリザベス・ボウエン　作家の生涯』（パトリシア・ロレンス、而立書房） 2024

### エリザベス・ボウエン
- 『あの薔薇を見てよ ボウエン・ミステリー短編集』（エリザベス・ボウエン、ミネルヴァ書房、ミネルヴァ世界文学選）2004
- 『幸せな秋の野原 ボウエン・ミステリー短編集』（ボウエン、ミネルヴァ書房）2005
- 『エヴァ・トラウト』（ボウエン、国書刊行会、ボウエン・コレクション） 2008
- 『リトル・ガールズ』（ボウエン、国書刊行会） 2008
- 『愛の世界』（ボウエン、国書刊行会） 2009
- 『ボウエン幻想短篇集』（ボウエン、国書刊行会） 2012
- 『パリの家』（ボウエン、晶文社） 2014
- 『日ざかり』（ボウエン、晶文社） 2015
- 『心の死』（ボウエン、晶文社） 2015
- 『最後の九月』（ボウエン、而立書房） 2016
- 『ホテル』（ボウエン、国書刊行会、コレクション第2期） 2021
- 『友達と親戚』（ボウエン、国書刊行会） 2021
- 『北へ』（ボウエン、国書刊行会） 2021
- 『ボウエンズ・コート』（ボウエン、而立書房） 2025.7

## 参考
- [ISBN 978-4-336-04986-5]
- 『文藝年鑑』2010